# Kommissarin Lucas – Wut im Bauch
Wut im Bauch ist ein Film des ZDF, der Teil der Serie Kommissarin Lucas ist. Christiane Balthasar führte Regie bei dem 2008 ausgestrahlten Fernsehfilm. Nicht nur dass Ellen Lucas (Ulrike Kriener) ihren achten Fall lösen muss, liegt auf ihren Schultern auch eine doppelte Sorge, einmal um ihre Schwester Rike (Anke Engelke), die sich in den Händen des wegen Vergewaltigung abgeurteilten Robert Jandt (Ronald Zehrfeld) befindet und zum anderen liegt ihr Kollege Stefan Deuter (Thure Riefenstein) schwer verletzt im Krankenhaus. Die weiteren Gaststars dieser Folge sind Henny Reents, Kathrin Kühnel, Hansjürgen Hürrig und Johanna Liebeneiner. 

## Handlung
Kriminalhauptkommissarin Ellen Lucas ist in großer Sorge um ihren Kollegen Stefan Deuter, der lebensgefährlich verletzt im Krankenhaus liegt. Der Vater eines jungen Mannes, den Deuter in Ausübung seines Berufes in Notwehr erschossen hatte, hat ihn während der Beerdigung des Polizeipräsidenten  wortlos niedergestochen. Erstaunt nimmt Lucas zur Kenntnis, dass Deuter seine Kündigung eingereicht hatte, ohne dass sie davon wusste.
Eine weitere Sorge quält die Kommissarin, als ihr Kollege Boris Noethen sie informiert, dass Robert Jandt, mit dem ihre jüngere Schwester Rike seit kurzem zusammen ist, ein rechtmäßig verurteilter, noch nicht lange entlassener Gewaltverbrecher ist. Ein Gespräch mit der impulsiven Rike führt jedoch nicht weiter, da diese felsenfest davon überzeugt ist, dass Jandt keine Gefahr mehr darstellt und sich ihrer Liebe zu ihm absolut sicher ist. Allerdings war auch Ellens erster Eindruck von dem jungen Mann eher positiv.
Als Anna Wiedemann, die Tochter des ehemaligen Kollegen Kriminalhauptkommissar Karl Wiedemann, Opfer eines schweren Gewaltverbrechens wird, das Jandts Handschrift trägt, ist er sofort tatverdächtig. Da das Opfer noch nicht vernehmungsfähig ist, verlässt man sich erst einmal auf die am Tatort gefundenen Spuren, die eine deutliche Sprache sprechen und im Muster dem Verbrechen ähnlich sind, für das man Jandt zu einer fünfjährigen Gefängnisstrafe verurteilt hatte. Das seinerzeitige Opfer war seine geschiedene Frau Jule Kieling, die zu der Zeit eng mit Anna Wiedemann befreundet war. Sie hatte damals ganz wesentlich dazu beigetragen, dass man Jandt verhaftet hatte. Nun unterstellen vor allem Annas Eltern ihm, dass er sich habe rächen wollen. Jandt gelingt es jedoch, nachdem er vergeblich beteuert hatte, nichts mit dem Überfall auf Anna Wiedemann zu tun zu haben, aus der Untersuchungshaft zu fliehen und Rike als Geisel zu nehmen. 
Lucas ist in tiefer Sorge um ihre Schwester, weiß aber auch, dass sie ihr nur helfen kann, wenn es ihr gelingt, Jule Kieling und Anna Wiedemann dazu zu bringen, ihr Schweigen über das damalige Geschehen zu brechen. Kieling erzählt ihr, dass Jandt sie seinerzeit nicht vergewaltigt habe, dass ihr aber von Karl Wiedemann geraten worden sei, das auszusagen, damit man Jandt für immer wegsperre. Nachdem Anna Wiedemann vernehmungsfähig ist, wird sie von ihrem Vater überstürzt aus dem Krankenhaus abgeholt und bestätigt dessen Aussage, dass Jandt sie überfallen und vergewaltigt habe. Lucas meint zu Noethen, sie lüge für ihren Vater und stellt sich selbst die Frage, warum. Nur wenig später bekommt sie die Antwort, nachdem sie Vater und Tochter in einem Verhör in die Enge getrieben hat. Der tatsächliche Täter ist Annas enger Freund Walter Keller, der panische Angst hatte, dass Anna, die seinerzeit mit dem bei Frauen sehr beliebten Robert Jandt ein Verhältnis hatte, dieses nach dessen Entlassung aus dem Gefängnis wieder aufnehmen würde. Anna hatte den Fehler begangen, einmal mit ihm zu schlafen, aber schnell festgestellt, dass sie ihn zwar als Freund sehr mag aber auch nicht mehr. Nachdem sie ihrem Vater erzählt hatte, dass es Walter gewesen sei, der ihr das angetan habe, nahm dieser das Recht in seine Hand und half dabei, dass Walter sich aufhängte. Robert Jandt, dem er schon seinerzeit übel mitgespielt hatte, sollte nun auch für das Verbrechen an seiner Tochter herhalten, damit gar nicht erst der Gedanke aufkommen sollte, dass er etwas mit der Sache zu tun habe.
Als die Kollegen Stefan Deuter im Krankenhaus besuchen wollen, erfahren sie, dass er es nicht geschafft hat. Auf seiner Beerdigung meint Noethen zu Lucas, Stefan habe ihr nichts von seiner Kündigung erzählt, da er sich sicher gewesen sei, dass sie ihn davon abgebracht hätte.    

## Produktionsnotizen, Veröffentlichung, Hintergrund
Wut im Bauch wurde vom 10. September bis 23. November 2007 in Regensburg und München gedreht und am 5. April 2008 zur Hauptsendezeit im ZDF erstausgestrahlt.
Die Folgen 7–12 wurden am 16. September 2016 vom Studio Hamburg Enterprises auf DVD veröffentlicht.
ZDF-Redakteur Wolfgang Feindt kündigte an, dass den Autoren zur Rolle der Rike, die in Folge 6 eingeführt worden ist, noch einiges einfalle. Rike, die „spontan, sprunghaft und kontaktfreudig“ sei, solle „die häufig schroffe und immer noch vom Tod ihres Mannes geprägte Kommissarin weicher erscheinen“ lassen und ihr dadurch Gelegenheit geben, öfter „Gefühle zu zeigen“. In „dieser Konstellation“ stehe man „erst am Anfang“.

## Rezeption

### Einschaltquote
Bei der Erstausstrahlung erreichte Kommissarin Lucas – Wut im Bauch 5,08 Mio. Menschen, die sich den Krimi ansahen. Bei einer Wiederholung im August 2011 schauten  4 Mio. Menschen zu, der Marktanteil lag bei 16,3 Prozent.

### Kritik
TV Spielfilm meinte, „in die übliche Verbrechensaufklärung misch[e] sich fein gesponnene psychologische Spannung“. Fazit: Gut ausgelotete Krimispannung.
Rainer Tittelbach schrieb auf seiner Seite tittelbach.tv: „Schwerer Part für Anke Engelke in der ‚Kommissarin Lucas‘-Reihe“. „Ein bisschen zu didaktisch“ sei „die Story (‚Wann ist Schuld abgegolten, oder gibt es Schuld, die die Zeit überdauert?‘), dafür umso ungewöhnlicher der Handlungsverlauf dieses ZDF-Krimis“.
Manuel Weis von Quotenmeter.de zählt Kommissarin Lucas „zu den Top 3 der Reihen, die das ZDF am Samstagabend zeigt“. Auch der vorliegende Krimifall könne sich „sehen lassen“. Weiter führte Weis aus: „Doch während der 90 Minuten erschleicht sich des Öfteren der Eindruck, dass die Macher diesmal mit nicht ganz so viel Kreativität herangegangen sind. Der Film zeichnet sich durch eine für ZDF-Verhältnisse atemberaubend schnelle Erzählweise au[s] – zumindest wenn man die ersten Minuten des Films nicht mitrechnet.“ Und weiter: „Irgendwie“ sei das „0815 – aber eben in spannend“. „Musik und Schnitt“ seien – „wie immer hervorragend“ – und „auch über die Hauptdarsteller [gebe] es kein schlechtes Wort zu verlieren“. Zu Anke Engelkes Leistung befand man, dass „die Komikerin nicht nur die Fähigkeit hat, Menschen zum Lachen zu bringen, sondern auch wirklich gut schauspielert“.
Kino.de stellte fest, „sieben Mal [habe] Thomas Berger bei ‚Kommissarin Lucas‘ Regie geführt“, beim achten Mal habe er sich „aufs Drehbuch beschränkt“ und die Inszenierung Christiane Balthasar überlassen. Diese habe bereits gezeigt, „dass sie keine Angst vor großen Namen“ habe. Weiter hieß es: „Schließlich endet der Krimi, wie andere beginnen: mit einem Mord. Eine düstere und dennoch reizvolle Geschichte, die bloß in einer Hinsicht irritiert: Wie schon im vorletzten Fall, ‚German Angst‘, taucht Lucas auch in den Rückblenden anderer Leute auf“.
Thomas Gehringer stellte beim Tagesspiegel auf Anke Engelkes Mitwirkung ab und schrieb, dass sie in dieser Folge „in einer diffizilen Rolle als verunsicherte und bedrohte Frau, die der Liebe zu ihrem gewalttätigen Freund nicht abschwören“ könne, zu sehen sei. Sie spiele die „von widerstreitenden Gefühlen geplagte Rike überzeugend, vor allem: mit gebremstem Temperament“.